# Jóvenes altezas
Jóvenes altezas (en inglés: Young Royals) es una serie web dramática sueca que se estrenó mundialmente el 1 de julio de 2021 en la plataforma de streaming Netflix, con la producción de Nexiko. Está dirigida por Erika Calmeyer y Rojda Sekersöz, escrita por Lisa Ambjörn, Sofie Forsman y Tove Forsman y producida por Lars Beckung.
El 22 de septiembre de 2021, Netflix renovó la serie para una segunda temporada, la cual fue estrenada el 1 de noviembre de 2022. La tercera y última temporada se estrenó el 11 de marzo de 2024 y el último capítulo corresponde al 18 de marzo de 2024.

## Sinopsis
La serie narra la historia del príncipe Wilhelm de Suecia, queriendo ser alguien normal en la sociedad. Cuando se ve involucrado en una pelea en una discoteca y con su imagen gravemente dañada; es obligado a disculparse en nombre de su madre, la reina, y enviado al prestigioso internado Hillerska en contra de su voluntad. Allí tiene por fin la oportunidad de explorar su verdadero ser y descubrir qué tipo de vida quiere realmente.
Wilhelm empieza a soñar con un futuro lleno de libertad y amor incondicional lejos de las obligaciones reales, pero cuando inesperadamente se convierte en el primero en la línea de sucesión al trono, su dilema se agudiza al tener que tomar una decisión entre el amor o el deber.

## Elenco

### Principales
- Edvin Ryding como Wilhelm de Suecia, o «Wille», estudiante de Hillerska y actual príncipe heredero de Suecia.[9]
- Omar Rudberg como Simon Eriksson, un estudiante no residente en Hillerska y hermano de Sara; interés romántico de Wilhelm.[10]
- Malte Gårdinger como August de Årnäs, primo segundo de Wilhelm y Erik, estudiante de tercer curso en Hillerska, prefecto y capitán del equipo de remo.[11]
- Frida Argento como Sara Eriksson, estudiante no residente en Hillerska y hermana de Simon.[10]
- Nikita Uggla como Felice Ehrencrona, estudiante de Hillerska y miembro de la nobleza moderna.[10]

### Secundarios
- Pernilla August como la reina Kristina de Suecia, madre de Wilhelm y Erik.[10]
- Magnus Roosmann como el duque Ludvig de Suecia, padre de Wilhelm y Erik.
- Ivar Forsling como Erik de Suecia, hermano mayor de Wilhelm y anterior príncipe heredero de Suecia.
- Magnus Ehrner como Jan-Olof, miembro de la Corte Real de Suecia.
- Marall Nasiri como Farima, miembro de la Corte Real de Suecia.
- Ingela Olsson como Anette Lilja, directora de Hillerska.
- Marie Robertson como Vanessa Hamilton, directora interina de Hillerska.
- Carmen Gloria Perez como Linda, madre de Simon y Sara.
- Leonard Terfelt como Micke Eriksson, padre de Simon y Sara.
- Nathalie Varli como Madison McCoy, estudiante internacional en Hillerska y amiga de Felice.
- Inti Zamora Sobrado como Ayub, amigo de Simon de Bjärstad.
- Beri Gerwise como Rosh, amiga de Simon de Bjärstad.
- Samuel Astor como Nils, estudiante y amigo de August.
- Nils Wetterholm como Vincent, estudiante y amigo de August.
- Fabian Penje como Henry, estudiante en Hillerska.
- Felicia Truedsson como Stella, estudiante y amiga de Felice.
- Mimmi Cyon como Fredrika, estudiante y amiga de Felice.
- Uno Elger como Walter, estudiante en Hillerska.
- Xiao-Long Rathje Zhao como Alexander, estudiante en Hillerska.
- Livia Millhagen como Smysan.
- Rennie Mirro como el profesor de deporte.
- David Lenneman como Poppe.
- Tommy Wättring como Marcus, estudiante de Marieberg y nuevo interés romántico de Simon.
- Anna Azcárate como Husmor Anna.
- Pierre Wilkner como Husfar.
- Anna Vinterklo como Malin Livvakt, guardaespaldas de Wilhelm.

## Temporadas
| Temporada | Temporada | Episodios | Episodios           | Lanzamiento original   | Lanzamiento original   |
| --------- | --------- | --------- | ------------------- | ---------------------- | ---------------------- |
|           | 1         | 6         | 6                   | 1 de julio de 2021     | 1 de julio de 2021     |
|           | 2         | 6         | 6                   | 1 de noviembre de 2022 | 1 de noviembre de 2022 |
|           | 3         | 6         | 5                   | 11 de marzo de 2024    | 11 de marzo de 2024    |
| 1         | 3         | 6         | 18 de marzo de 2024 | 18 de marzo de 2024    |                        |

## Episodios

### Temporada 1 (2021)
| N.º en serie | N.º en temp. | Título       | Dirigido por                    | Escrito por                                | Fecha de lanzamiento original |
| --- | ------------ | ------------ | ------------------------------- | ------------------------------------------ | ----------------------------- |
| 1 | 1            | «Episodio 1» | Rojda Sekersöz                  | Lisa Ambjörn                               | 1 de julio de 2021            |
| Tras un escándalo, el príncipe Wilhelm es enviado al internado Hillerska. Por su parte, su primo segundo August, le hace una fiesta de iniciación para que conozca las normas y reglas del internado. |              |              |                                 |                                            |                               |
| 2 | 2            | «Episodio 2» | Rojda Sekersöz                  | Lisa Ambjörn, Sofie Forsman y Tove Forsman | 1 de julio de 2021            |
| Simon y Wilhelm pasan más tiempo juntos fuera de la escuela. August lucha con su adicción a los medicamentos para el TDAH. Durante la noche de cine en la escuela, Wilhelm y Simon se besan. |              |              |                                 |                                            |                               |
| 3 | 3            | «Episodio 3» | Rojda Sekersöz y Erika Calmeyer | Lisa Ambjörn y Pia Gradvall                | 1 de julio de 2021            |
| Hillerska organiza el animado Fin de Semana de los Padres, pero Wilhelm, August y Simon se encuentran con una gran cantidad de sorpresas, decepciones y más. |              |              |                                 |                                            |                               |
| 4 | 4            | «Episodio 4» | Rojda Sekersöz                  | Lisa Ambjörn y Pia Gradvall                | 1 de julio de 2021            |
| Wilhelm lucha con su dolor y lo que significa para su futuro la pérdida de un miembro de su familia; Simon presiona a August para que le pague. Simon rescata luego a Wilhelm borracho y los dos pasan la noche juntos. Sin que ellos lo sepan, son filmados por August mientras se besan en la habitación de Wilhelm. |              |              |                                 |                                            |                               |
| 5 | 5            | «Episodio 5» | Rojda Sekersöz y Erika Calmeyer | Lisa Ambjörn, Sofie Forsman y Tove Forsman | 1 de julio de 2021            |
| August y Wilhelm se enfrentan sobre el cómo resolver un problema disciplinario en la escuela. Wilhelm y Simon se acercan más. A Sara le encanta salir con Felice y sus amigos. August enojado publica el video de Wilhelm y Simon.                                                                                     |              |              |                                 |                                            |                               |
| 6 | 6            | «Episodio 6» | Rojda Sekersöz y Erika Calmeyer | Lisa Ambjörn                               | 1 de julio de 2021            |
| Wilhelm se siente en conflicto sobre cómo manejar las secuelas del vídeo filtrado mientras la vida de Simon es invadida por la prensa. |              |              |                                 |                                            |                               |

### Temporada 2 (2022)
| N.º en serie | N.º en temp. | Título       | Dirigido por   | Escrito por                                | Fecha de lanzamiento original |
| ------------ | ------------ | ------------ | -------------- | ------------------------------------------ | ----------------------------- |
| 7            | 1            | «Episodio 1» | Rojda Sekersöz | Lisa Ambjörn                               | 1 de noviembre de 2022        |
| 8            | 2            | «Episodio 2» | Rojda Sekersöz | Lisa Ambjörn y Pia Gradvall                | 1 de noviembre de 2022        |
| 9            | 3            | «Episodio 3» | Kristina Humle | Lisa Ambjörn, Sofie Forsman y Tove Forsman | 1 de noviembre de 2022        |
| 10           | 4            | «Episodio 4» | Kristina Humle | Lisa Ambjörn y Ebba Stymne                 | 1 de noviembre de 2022        |
| 11           | 5            | «Episodio 5» | Liza Farzaneh  | Lisa Ambjörn, Sofie Forsman y Tove Forsman | 1 de noviembre de 2022        |
| 12           | 6            | «Episodio 6» | Liza Farzneh   | Lisa Ambjörn y Ebba Stymne                 | 1 de noviembre de 2022        |

### Temporada 3 (2024)
| N.º en serie | N.º en temp. | Título       | Dirigido por    | Escrito por                               | Fecha de lanzamiento original |
| ------------ | ------------ | ------------ | --------------- | ----------------------------------------- | ----------------------------- |
| 13           | 1            | «Episodio 1» | Julia Lindström | Lisa Ambjörn                              | 11 de marzo de 2024           |
| 14           | 2            | «Episodio 2» | Julia Lindström | Lisa Ambjörn, Pia Gradvall                | 11 de marzo de 2024           |
| 15           | 3            | «Episodio 3» | Jerry Carlsson  | Lisa Ambjörn, Tove Forsman, Sofie Forsman | 11 de marzo de 2024           |
| 16           | 4            | «Episodio 4» | Jerry Carlsson  | Lisa Ambjörn, Ebba Stymne                 | 11 de marzo de 2024           |
| 17           | 5            | «Episodio 5» | Linnéa Roxeheim | Lisa Ambjörn, Theo Boguslaw               | 11 de marzo de 2024           |
| 18           | 6            | «Episodio 6» | Linnéa Roxeheim | Lisa Ambjörn, Ebba Stymne                 | 18 de marzo de 2024           |

## Producción

### Rodaje
Fue rodada principalmente en Kaggeholms gård, una mansión de estilo señorial ubicada en Ekerö, en la provincia de Estocolmo, que en la serie simulaba ser colegio Hillerska, pero que en la realidad funciona como centro de conferencias. Las escenas que tienen lugar en el palacio real fueron realizadas en el castillo Stora Sundby en Eskilstuna.

### Casting
En enero de 2021, antes de informar la fecha de estreno de la serie, Edvin Ryding, Pernilla August, Malte Gårdinger, Frida Argento, Nikita Uggla y Omar Rudberg fueron anunciados como parte del elenco principal de la serie mientras que Nathalie Varli, Felicia Truedsson, Mimmi Cyon, Ingela Olsson, Rennie Mirro, Livia Millhagen y David Lenneman fueron anunciados como parte del elenco secundario. Ryding fue elegido para interpretar el papel del príncipe Wilhelm y August fue elegida para interpretar a su madre, la reina Kristina de Suecia. Posteriormente fue anunciado que Rudberg interpretaría a Simon, el interés romántico de Wilhelm.

### Música
La serie utiliza principalmente un estilo de música electro y hip-hop escandinavo. Se escuchan varias canciones de la cantante noruega Astrid S, o del grupo neerlandés Fata Boom. También se utiliza una versión de la canción It Takes a Fool to Remain Sane del grupo sueco The Ark, cantada por el personaje de Simon.

### Marketing
El teaser oficial de la serie fue publicado el 19 de mayo de 2021, mientras que el tráiler oficial fue publicado el 17 de junio de 2021.

### Desarrollo
Una segunda temporada que se estrenó el 1 de noviembre de 2022. La tercera y última temporada se estrenó el 11 de marzo de 2024 y el último capítulo corresponde al 18 de marzo de 2024.

## Recepción
La serie fue estrenada a nivel mundial el 1 de julio de 2021. Las primeras semanas la serie tuvo una acogida positiva entre el público y logró escalar entre las más vistas en la plataforma Netflix en diversos países.
En Filmaffinity España la serie recibió una puntuación media de 6,7 entre más de 240 votos, mientras que en Rotten Tomatoes recibe un 99 % de la aprobación entre el público El público aplaude la fidelidad de la serie con la realidad al seleccionar a actores adolescentes para interpretar a personajes de esta misma edad o mostrar la textura real de pieles con acné u otras imperfecciones. Debido a esto, muchas críticas han comparado favorablemente a la serie con otras producciones similares como Gossip Girl, Élite, The Crown o Skam. Muchas audiencias también la comparan, por similitudes en el guion, con la novela adulta Rojo, blanco y sangre azul, que trata de una relación homosexual entre un príncipe británico y el hijo de la presidenta de los Estados Unidos.
David Opie de Digital Spy alaba a la serie por «escoger actores que de verdad aparentan la edad del personaje que interpretan» y «reflejar la vida adolescente con una muy necesaria autenticidad». Describe la serie como «una versión modernizada de La Cenicienta» y concluye que la serie «brilla sobre todo con el romance central entre Wilhelm y Simon». Por su parte, la crítica Fiona Carr de Radio Times en una reseña de los dos primeros episodios, describe la serie como «predecible pero sentida» y crítica su «lista pendiente para una producción de romance adolescente» y la «dependencia del guion de personajes como August». Finalmente concluye que «el elenco auténticamente adolescente puede ofrecer una bocanada de aire fresco» a los espectadores más jóvenes.
Según Alejandro Lingenti, de La Nación, la serie «aborda con profundidad pero sin entregarse al solemne tono reflexivo que es moneda corriente en mucha de la producción actual, hay aquí un discurso visual que está por encima de la media de las producciones de Netflix. El trabajo con los primeros planos, la fluidez con la que se mueve la cámara, el nivel de las actuaciones, la capacidad para armar personajes que no sean apenas una fachada y justamente por eso faciliten la identificación con ellos hacen de Jóvenes altezas una sorpresa agradable. Sorpresa porque en la previa su estreno se habló mucho de un 'cruce entre The Crown y Elite', y lo cierto es que esta serie es más que eso».